# Gramercy, Louisiana
Gramercy, Louisiana (енгл. Gramercy) град је у америчкој савезној држави Луизијана.

## Демографија
По попису из 2010. године број становника је 3.613, што је 547 (17,8%) становника више него 2000. године.
| Група             | 2000.         | 2010.         |
| Белци             | 1.935 (63,1%) | 1.847 (51,1%) |
| Афроамериканци    | 1.068 (34,8%) | 1.684 (46,6%) |
| Азијати           | 3 (0,1%)      | 16 (0,4%)     |
| Хиспаноамериканци | 22 (0,7%)     | 36 (1,0%)     |
| Укупно            | 3.066         | 3.613         |